# 库兹巴斯州长交响乐团
库兹巴斯州长交响乐团（俄语：Губернаторский симфонический оркестр Кузбасса），亦被称为克麦罗沃国立爱乐乐团、克麦罗沃州交响乐团、克麦罗沃国立施托科洛夫交响乐团等，是一家位于俄罗斯联邦克麦罗沃州首府克麦罗沃的管弦乐团。乐团归属于施托科洛夫库兹巴斯国立爱乐协会。乐团成立于1981年，乐团现任艺术总监兼首席指挥为中国指挥家林涛。
1981年，库兹巴斯交响乐团成立，伊戈尔·西莫维奇（Ігор Сімович）担任首任首席指挥，乐团的不少乐手毕业于莫斯科音樂學院和圣彼得堡、叶卡捷琳堡、新西伯利亚等地的高等音乐学府。1984年，维克托·巴尔索夫（Виктор Наумович Барсов）接掌乐团。巴尔索夫担任首席指挥期间，乐团的水平和声望都得到提升，巴尔索夫在任上获得俄罗斯苏维埃联邦社会主义共和国人民艺术家称号。2000年，中国指挥家林涛出任乐团首席指挥。
乐团曾与苏联指挥家德米特里·利斯、苏联钢琴家弗拉基米尔·科莱涅夫、苏联小提琴家安德烈·科尔萨科夫等音乐家合作。乐团曾赴匈牙利、德国、瑞士、马耳他、比利时、法国、西班牙、奥地利、中国等国巡演。